# Teichrallen
Die Teichrallen (Gallinula) sind eine Gattung aus der Familie der Rallen. Sie sind mit neun Arten weltweit verbreitet.

## Merkmale
Teichrallen haben meistens ein dunkles, schlichtes Gefieder, mit Ausnahme der Salomonen-Waldralle. Alle Teichrallen haben einen hellen Schnabel und ein farbiges Frontalschild auf der Stirn. Einige Arten haben eine auffällige weiße Linie auf den dunklen Flanken. Alle essentiell am Wasser lebenden Arten sowie das Tristanteichhuhn haben weiße Unterschwanzdecken.

## Lebensraum
Teichrallen kommen in sehr verschiedenen Lebensräumen vor, von Feuchtgebieten mit offenem Süßwasser und daraus wachsender Vegetation, in denen die typischen Vertreter der Teichrallen vorkommen, über Grasland mit Büschen, in dem das Tristanteichhuhn lebte, bis dichten Urwäldern, den Lebensräumen des Blaustirn-Pfuhlhuhns und des Samoapfuhlhuhns.

## Arten
- Tristanteichhuhn (G. nesiotis)
- Teichralle (G. chloropus)
- Amerikateichhuhn (G. galeata)
- Papua-Teichhuhn (G. tenebrosa)
- Goughteichhuhn (G. comeri)
- Zwergmoorhuhn (Paragallinula angulata, Syn.: G. angulata)
- Maskenteichhuhn (Porphyriops melanops, Syn.: G. melanops)

Die australischen und neuseeländischen Arten der Teichrallen wurden in die Gattung Tribonyx gestellt.
- Neuseeländisches Pfuhlhuhn (Tribonyx hodgenorum, nur subfossil bekannt)
- Rotfuß-Pfuhlhuhn (Tribonyx ventralis)
- Tasmanisches Pfuhlhuhn (Tribonyx mortierii)

In die Gattung Pareudiastes werden von den meisten Autoren folgende Pfuhlhühner gestellt:
- Samoapfuhlhuhn (G. pacifica = Pareudiastes pacificus), heute ausgestorben[3]
- Blaustirn-Pfuhlhuhn (G. silvestris = Edithornis silvestris = Pareudiastes silvestris)